# Танк-сарай

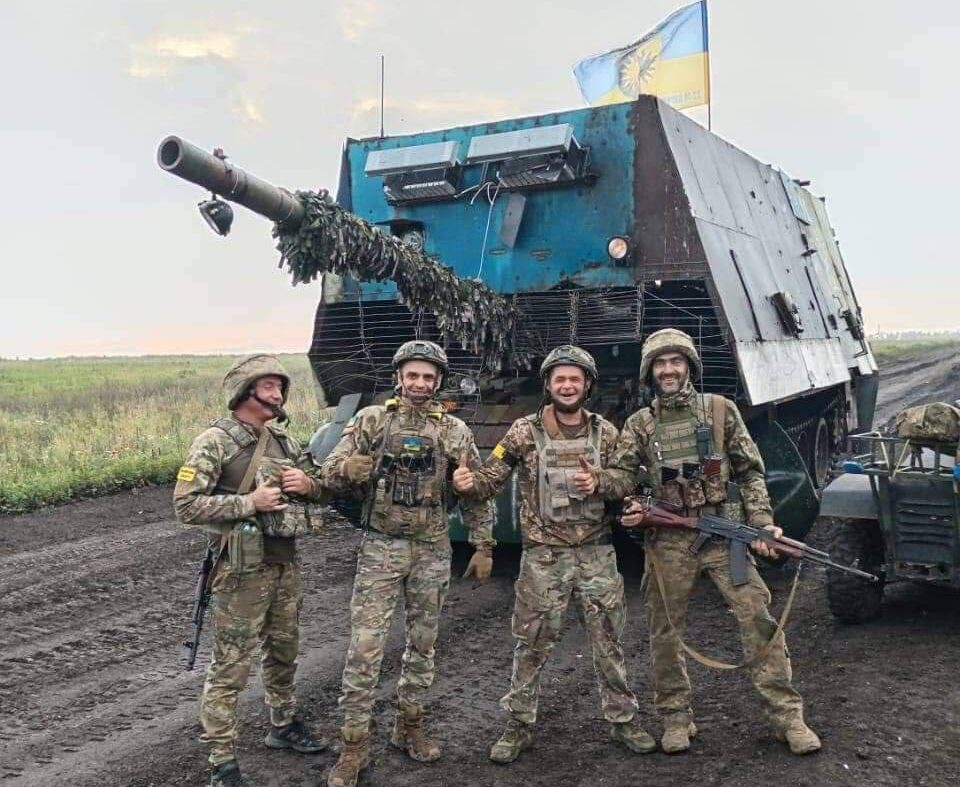
Українські військовики перед захопленим танком

«Танк-сарай» (також зустрічаються варіанти «цар-танк», «танк-черепаха» тощо) — неформальна назва російських танків з масивними імпровізованими надбудовами, що з'явились під час російського вторгнення в Україну з весни 2024 року. Ці конструкції стали подальшим розвитком протидронових решіток, що набули поширення внаслідок масового застосування FPV-дронів з 2023 року, здатних прицільно бити у вразливі частини танка, як дах і борти.

## Поява
Вперше подібні танки з'явились на початку квітня 2024 року в боях поблизу Красногорівки. Один із них отримав засоби РЕБ, а інший — протимінний трал. У медіа ці надбудови охрестили «цар-сараями» та «цар-мангалами», а самі машини — «цар-танками», «танками-сараями», «танками-черепахами», «штурмовими гаражами» та іншими прізвиськами, а видання Defense Express порівняло його з вигаданим танком «Залізний капут» з передачі «Каламбур». Також ці машини порівняли з німецькими A7V часів Першої світової.

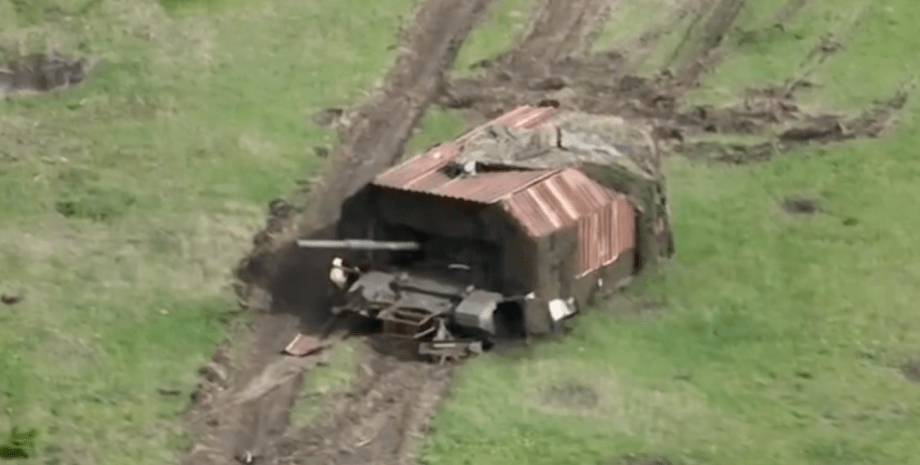
Підбитий «танк-сарай»

Наприкінці квітня 2024 року українські військові підбили один із таких танків під Красногорівкою. У травні українські сили підбили один такий танк під назвою «Громозека» (персонаж радянського мультфільму), що призвело до курйозного випадку: у виданні Forbes цей надпис інтерпретували як «гомосек» і написали «відомий танк-черепаха, названий “Гомосексуаліст”» (ориг. англ. one notorious turtle tank, nicknamed “Homosexual”), що поширилось і в деяких українськомовних медіа.
У червні 2024 бійці 22 ОМБр захопили один такий зразок на основі Т-62 разом з екіпажем. За повідомленнями військових, екіпаж танка побачив український бронетранспортер M113 та, вважаючи, що це свої, поїхав за ним. БТР заховався від переслідування в лісопосадці й російський танк також подався туди. Механік-водій танка вийшов запитати дорогу до Кліщіївки, де його взяли в полон бойові медики 244-го батальйону.
Точне призначення цих танків невідоме, однак вони застосовуються для прориву мінних загороджень і доставлення піхоти до позицій через нестачу БМП. Сили оборони України не мали потреби в таких конструкціях з огляду на переважно оборонні бої без активного маневрування танків на відкритій місцевості. Однак, українські військовики також застосовують решітки й сітчасті укриття для захисту танків від дронів.
Попри певну кількість успішних проривів за допомогою цих машин, дослідник Андрій Тарасенко вважає, що «сарай» перешкоджає використанню танка за його головними призначеннями, а успішне застосування було забезпечене відсутністю на відповідних ділянках українських танків чи ПТРК.

## Опис
«Танки-сараї» утворюються встановленням на танк каркаса, обшитого листовим металом чи іншими підручними матеріалами. Головною ідеєю такого захисту є рознесена броня — при влучанні кумулятивний снаряд детонує завчасно, а його кумулятивний струмінь стає менш ефективним. Матеріали «сараїв» не броньові, тому вони діють лише проти відносно слабких снарядів, як у FPV-дронів, тоді як ефективність підкаліберних снарядів і протитанкових керованих ракет вони не знижують.
Машини часто обладнані засобами РЕБ для придушення дронів. Оскільки енергосистема танків не розрахована на значну кількість таких систем, часто вони також возять генератори та акумуляторні батареї.
Такі надбудови мають серйозні недоліки. Вони важкі та сповільнюють машину (разом з тим зменшуючи ресурс двигуна, трансмісії та ходової), обмежують кути обертання башти та суттєво знижують оглядові можливості. Один із захоплених танків узагалі не міг повертати гармату й не мав з собою боєкомплекту.